# لد زبلين (ألبوم)
لد زبلين (بالإنجليزية: Led Zeppelin)‏ هو الألبوم الأول لفرقة الروك الأنكليزية لد زبلين. تم تسجيله في أكتوبر 1968 عند استوديوهات أولمبيك في لندن ونشر بواسطة تسجيلات أتلانتك في 12 يناير 1969 في الولايات المتحدة و31 مارس في المملكة المتحدة. الألبوم أسس مزيج لد زبلين بين الروك والبلوز. كما قام بجذب العديد من المعجبين الأوفياء للفرقة؛ استخدام لد زبلين لاسلوب الهيفي ميتال الناشئ آنذاك أكسبهم الكثير من المحبين للثقافة المضادة على جانبي الأطلسي.
على الرغم من المراجعات السلبية التي تلقاها الألبوم، إلا أنه حقق نجاحاً تجاري كبير، مما دفع النقاد إلى النظر أليه بأكثر إيجابية. في 2003، قامت مجلة رولينغ ستون بوضع الألبوم في المرتبة رقم 29 ضمن قائمة «أعظم 500 ألبوم على الإطلاق» (وحافظ على مركزه عندما قامت المجلة بتحديث القائمة في 2012).
أدخل الألبوم إلى قاعة جرامي للمشاهير في 2004.

## روابط خارجية
- لد زبلين على موقع أول موفي (الإنجليزية)